# Бушин Микола Іванович
Микола Іванович Бушин (нар. 10 березня 1938, с. Мариця Льговського району Курської області — 15 лютого, 2022 р., м. Черкаси) — доктор історичних наук, професор, академік Української академії історичних наук, заслужений працівник освіти України, відмінник народної освіти УРСР, Почесний краєзнавець України (2013).

## Біографія
М. І. Бушин народився у селянській родині. Після закінчення школи протягом серпня 1956 — листопада 1957 працював вибійником шахти № 7 тресту «Лисичанськвугілля». З листопада 1957 по серпень 1960 служив в Прикарпатському військовому окрузі у батальйоні зв'язку.
Навчався на історичному факультеті Ужгородського державного університету (1960—1965). За розподілом з вересня 1965 по вересень 1966 вчителював у Новослобідській середній школі Путивльського району Сумської області. З 15 вересня 1966, після переїзду до місця проживання дружини, працював вчителем історії Лисянської восьмирічної школи Лисянського району Черкаської області.
У листопаді 1967 перейшов на партійну роботу. По вересень 1968 працював інструктором Лисянського райкому партії. З вересня 1968 по серпень 1970 — слухач Вищої партійної школи при ЦК КПУ, після закінчення якої завідував кабінетом політосвіти Лисянського райкому
З вересня 1971 по січень 1974 навчався у аспірантурі Київського інституту народного господарства. Після навчання М. І. Бушин знову повертається на партійну роботу й працює з січня 1974 по липень 1976 року завідувачем кабінету політосвіти, завідувачем оргвідділом Лисянського РК КПУ. Одночасно 14 травня 1976 року в Київському державному університеті ім. Тараса Шевченка М. І. Бушин захищає кандидатську дисертацію на тему: «Партійне керівництво культурним будівництвом на селі (на матеріалах Української РСР)».
У липні 1976 М. І. Бушин перейшов на роботу у Черкаси, де по грудень 1980 працював завідувачем Будинку політосвіти, з грудня 1980 по грудень 1988 — завідувач відділу науки та навчальних закладів Черкаського обкому Компартії України.
У 1987 видає монографію «Социально-культурное развитие села на современном этапе (На материалах Украинской ССР)». А у 1988 в Академії суспільних наук (м. Москва) успішно захищає докторську дисертацію на тему «Факторы социально-культурного развития современного советского села (На материалах Украинской ССР)».
У 1988 переходить на викладацьку роботу у Черкаський педагогічний інститут. З листопада 1990 по березень 1999 М. І. Бушин працює заступником директора з навчально-виховної роботи, завідувачем кафедри природничих дисциплін, проректором, деканом по роботі з іноземними студентами, завідувачем кафедри історії Черкаського інженерно-технологічного інституту. З березня 1999 до 2001 працює першим ректором Інституту соціального управління, економіки і права (м. Черкаси). З 2000 завідувач кафедри історії України Черкаського державного технологічного університету.
Помер 15 лютого 2022 року.
Дружина Ольга Сергіївна (1941) — лікар-ендокринолог; син Ігор (1964); донька Наталія (1973) — вчитель англійської мови.

## Наукова та громадська діяльність
М. І. Бушин є автором та співавтором 360 наукових праць, серед яких 30 монографій, із них 10 — індивідуальних. Опублікував 14 навчальних посібників, у тому числі «Історію України» китайською, німецькою та англійською мовами. Член спеціалізованих вчених рад із захисту кандидатських і докторських дисертацій Донецького та Черкаського національних університетів.
Крім викладацької діяльності професор Бушин активно займається краєзнавством. У 1968 він особисто створив на громадських засадах історико-краєзнавчий музей Лисянського району Черкаської області, 1998 року — музей історії Черкаського державного технологічного університету, меморіальну кімнату-музей у Лисянській загальноосвітній середній школі І-ІІІ ступенів № 2 ім. С. Г. Савранського. З 2005 президент громадської організації «Товариство істориків Черкащини ім. І. О. Гуржія».
Вчений започаткував науково-краєзнавчу серію книги «Черкаський край в особах 1941—2001». Кожна книга присвячена району й містам обласного підпорядкування. Також Микола Іванович є головним редактором «Сучасної енциклопедії Черкащини».

## Відзнаки
Указом Президента України від 20 серпня 2007 року присвоєно почесне звання «Заслужений працівник освіти України». У 2009 році розпорядженням Президента України професору Бушину призначена державна стипендія як визначному діячеві науки.
У 1998 був визнаний «Людиною року» Американським біографічним інститутом.
Професор Микола Бушин у 2013 став першим на Черкащині лауреатом премії ім. Д. Яворницького.